# Kakasfarkú tirannusz
A kakasfarkú tirannusz (Alectrurus tricolor) a madarak (Aves) osztályának verébalakúak (Passeriformes) rendjébe és a királygébicsfélék (Tyrannidae) családjába tartozó faj.
A magyar név forrással nincs megerősítve.

## Előfordulása
Argentína, Bolívia, Brazília és Paraguay területén honos. A természetes élőhelye szubtrópusi és trópusi száraz gyepek és szavannák.

## Megjelenése
Átlagos testhossza 12 centiméter, testtömege 16 gramm. A fekete és fehér tollazatú hímnek 6 centi hosszú farka van, a tojóé barna és a farka rövid.
|  |